# Faces (mixtape)
Faces es el quinto mixtape del rapero estadounidense Mac Miller. Se lanzó de forma independiente para su descarga gratuita el 11 de mayo de 2014. Este mixtape es la continuación del segundo álbum de estudio de Miller, Watching Movies with the Sound Off (2013), y muchos lo consideran su obra maestra por su oscuro y personal exploración de la lucha de Miller con la adicción a las drogas.
Miller produjo la mayor parte de Faces él mismo y se movió hacia la creación de instrumentales más psicodélicos y de jazz para sus temas líricos cada vez más oscuros. Su jazz no es una desviación del trabajo anterior de Miller, ya que se hace eco del proyecto que lanzó bajo el alias de Larry Lovestein titulado You, que también se centró en instrumentos de jazz. Continúa desarrollando y experimentando con los sonidos psicodélicos de Watching Movies with the Sound Off. El mixtape cuenta con apariciones especiales de Rick Ross, Earl Sweatshirt, Schoolboy Q, Mike Jones, Sir Michael Rocks, Vince Staples, Ab-Soul, Dash y el perro mascota de Miller, el Rey Ralph of Malibu.
El 15 de septiembre de 2021, la herencia de Miller anunció que el mixtape completo estaría disponible en plataformas de transmisión y vinilo por primera vez el 15 de octubre de 2021. Junto al anuncio, un video de la canción "Colors and Shapes", dirigida por Sam Manson, fue lanzado en YouTube de Miller.

## Lista de canciones
| N.º | Título                                      | Productor (es)  | Duración |  |
| 1.  | «Inside Outside»                            | Thundercat      | 1:55     |  |
| 2.  | «Here We Go»                                | DrewByrd        | 2:48     |  |
| 3.  | «Friends» (con Schoolboy Q)                 | Larry Fisherman | 6:38     |  |
| 4.  | «Angel Dust»                                | Fisherman       | 3:43     |  |
| 5.  | «Malibu»                                    | Fisherman       | 3:31     |  |
| 6.  | «What Do You Do» (con Sir Michael Rocks)    | Fisherman       | 3:50     |  |
| 7.  | «It Just Doesn’t Matter»                    | ID Labs         | 3:37     |  |
| 8.  | «Therapy»                                   | ID Labs         | 4:10     |  |
| 9.  | «Polo Jeans» (con Earl Sweatshirt)          | randomblackdude | 3:42     |  |
| 10. | «Happy Birthday»                            | Rahki           | 2:53     |  |
| 11. | «Wedding»                                   | Axel Folie      | 4:10     |  |
| 12. | «Funeral»                                   | Fisherman       | 3:44     |  |
| 13. | «Diablo»                                    | Fisherman       | 3:18     |  |
| 14. | «Ave Maria»                                 | Fisherman       | 2:56     |  |
| 15. | «55»                                        | Fisherman       | 0:53     |  |
| 16. | «San Francisco»                             | Fisherman       | 2:44     |  |
| 17. | «Colors and Shapes»                         | Fisherman       | 5:31     |  |
| 18. | «Insomniak» (con Rick Ross)                 | ID Labs         | 4:06     |  |
| 19. | «Uber» (featuring Mike Jones)               | Fisherman       | 4:31     |  |
| 20. | «Rain» (con Vince Staples)                  | 9th Wonder      | 2:34     |  |
| 21. | «Apparition»                                | Fisherman       | 3:28     |  |
| 22. | «Thumbalina»                                | Fisherman       | 3:06     |  |
| 23. | «New Faces v2» (con Earl Sweatshirt & Dash) | randomblackdude | 5:31     |  |
| 24. | «Grand Finale»                              | Fisherman       | 3:36     |  |

| Edición relanzado (bonus track) |        |             |          |  |
| N.º                             | Título | Producer(s) | Duración |  |
| 25.                             | «Yeah» | DJ Dahi     | 5:04     |  |

## Posicionamiento en lista
| Lista (2021)                    | Mejor posición |
| ------------------------------- | -------------- |
| Alemania (Offizielle Top 100)   | 30             |
| Australia (ARIA)                | 16             |
| Bélgica (Ultratop flamenca)     | 33             |
| Bélgica (Ultratop valona)       | 105            |
| Escocia (Scottish Albums Chart) | 36             |
| US Billboard 200                | 3              |
| Francia (SNEP)                  | 145            |
| Irlanda (IRMA)                  | 84             |
| Lithuanian Albums (AGATA)       | 40             |
| New Zealand Albums (RMNZ)       | 17             |
| Noruega (VG-lista)              | 30             |
| Países Bajos (Album Top 100)    | 17             |
| Reino Unido (UK Albums Chart)   | 66             |
| Reino Unido (UK R&B Albums)     | 2              |
| Suiza (Schweizer Hitparade)     | 34             |